# Linie 4 (Metro Madrid)
Die Linie 4 (span. Línea 4, kurz L-4) ist eine U-Bahn-Linie der Metro Madrid. Sie führt von Argüelles nach Pinar de Chamartín, ist 16,0 Kilometer lang und besitzt 23 Stationen. Der durchschnittliche Stationsabstand beträgt 727 Meter. Die Strecke verläuft vollständig unterirdisch. Die L-4 gehört zum Kleinprofilnetz der Metro und die Länge der Stationen beträgt 60 Meter. An neun Stationen kann zu anderen Metrolinien umgestiegen werden.

## Geschichte

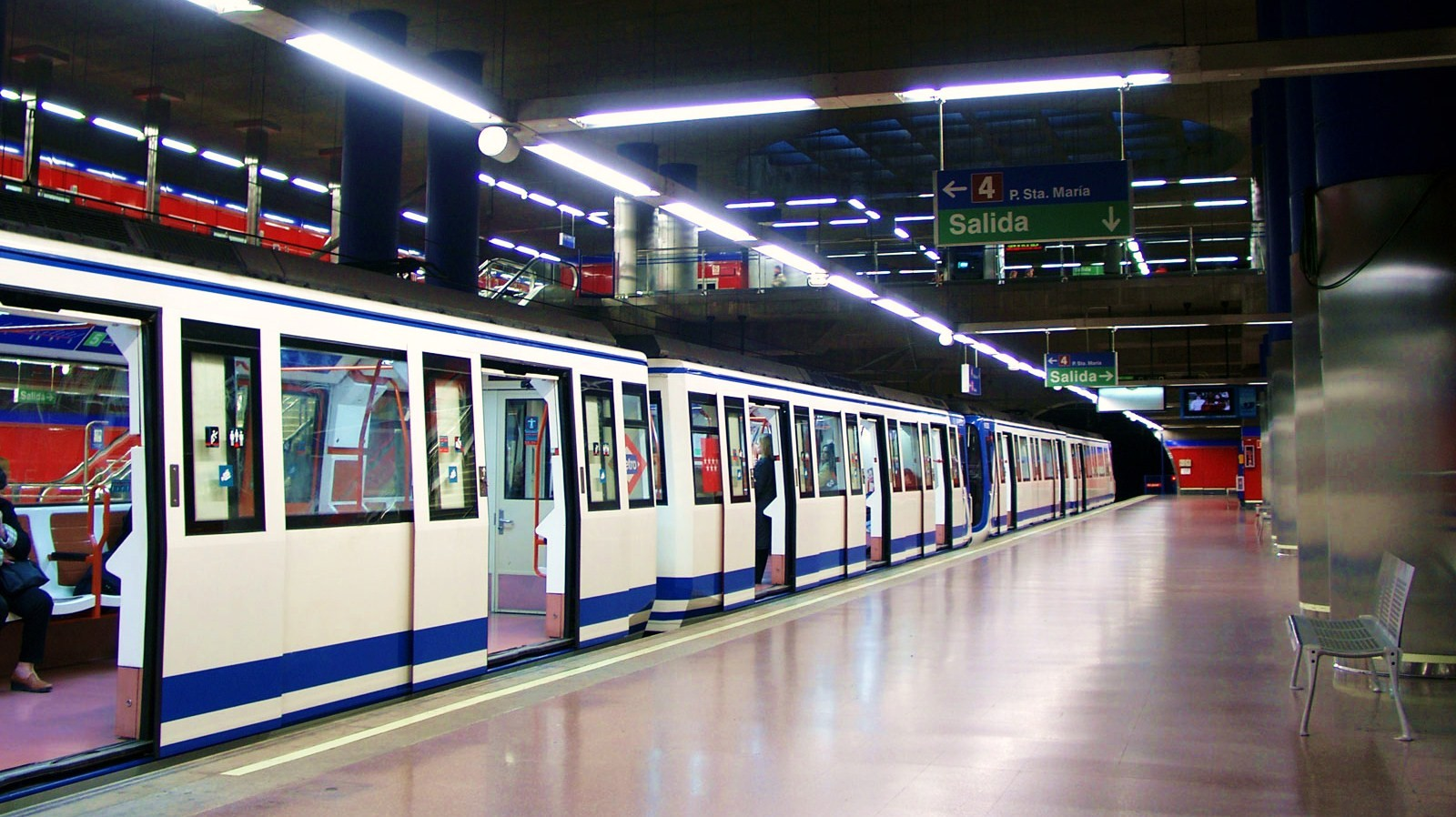
U-Bahnhof Mar de Cristal der L-4

Die Bauarbeiten an der L-4 begannen im Jahr 1942. Sie verzögerten sich immer wieder, da der Zweite Weltkrieg das übrige Europa erschütterte und gewisse Baumaterialien deshalb nur eingeschränkt erhältlich waren. Der erste Abschnitt zwischen Argüelles und Goya wurde am 24. März 1944 eröffnet. Dadurch war eine West-Ost-Verbindung entstanden, mit der das Stadtzentrum umfahren werden konnte.
Die L-4 übernahm am 2. Oktober 1958 den Abschnitt zwischen Goya und Diego de León. Dieser existierte bereits seit 1932 und war als Zweiglinie der L-2 betrieben worden. Während des Spanischen Bürgerkriegs war er geschlossen gewesen und hatte als Arsenal gedient.
Am 27. März 1973 wurde der Abschnitt zwischen Diego de León und Alfonso XIII eröffnet. Es folgten die Abschnitte Alfonso XIII – Esperanza am 5. Januar 1979, Esperanza – Mar de Cristal am 27. April 1998 und Mar de Cristal – Parque de Santa María am 15. Oktober 1998.
Von Parque de Santa María aus wurde die Linie am 11. April 2007 um 3,2 km nach Pinar de Chamartín verlängert. Dort besteht eine Umsteigemöglichkeit zu der am selben Tag verlängerten L-1 und zur Linie ML-1 der Stadtbahn Metro Ligero Madrid.